# قائمة شخصيات ماريو

شخصيات ماريو كما ظهرت في ماريو بارتي 8، من يسار إلى يمين: والويجي، شاي جاي، بلوبر، بردو، تشاين شومب، بوب-أومب، دراي بونز، تاودِت، حامر برثر، دونكي كونج، إم سي باليهو، بيج تاوب، باوزر، واريو، أميرة بيتش، بو، أميرة دايسي، يوشي، تاود، لويجي وماريو.

هنا القائمة مع الشخصيات من سلسلة ألعاب الفيديو ماريو، كل صنع من نينتندو.

## الأبطال

### توديت
توديت (بالإنجليزية: Toadette)‏ هي فتاة تود الوردي ظهرت لأول مرة في لعبة ماريو كارت: دبل داش عام 2003 كسائق للعب. توديت لها سلكان طويلان دائريان وفستان لتميز نفسها عن تود. منذ سوبر ماريو أوديسي، أصبحت عضوًا في فريق تود وله دور أمين المحفوظات. اعتمادًا على اللعبة، فهي إما شخصية داعمة أو بطلة، ويمكن لعبها في معظم ألعاب ماريو الفرعية.
منذ نيو سوبر ماريو برذرز يو ديلوكس، يمكن أن تتحول توديت إلى بيتشيت، وهو شكل يشبه إلى حد كبير الأميرة بيتش، مع قوتها التي تسمى سوبر كراون. بصفتها بيتشيت، يمكنها استخدام قفزة بيتش العائمة لتحوم، ولديها القدرة على أداء قفزة مزدوجة.

### بيردو
بيردو (بالإنجليزية: Birdo)‏ هو مخلوق وردي مجسم يرتدي قوسًا أحمر على رأسه وله فم دائري يمكنه إطلاق البيض كمقذوفات. ظهر لأول مرة في سوبر ماريو برذرز 2. منذ ذلك الحين، كانت شخصية متكررة في العديد من البرامج الفرعية للامتياز وأصبحت شريكة يوشي. تطورت بيردو من الخصم إلى بطل الرواية، ويمكن لعبها في العديد من ألعاب ماريو الفرعية.

### تود سورث
تود سورث (بالإنجليزية: Toadsworth)‏ هو مضيف ومسؤول رعاية تود والأميرة بيتش منذ فترة طويلة، ظهر لأول مرة في سوبر ماريو سانشاين.

### كابتن تود
كابتن تود (بالإنجليزية: Captain Toad)‏ هو مستكشف الذي ظهر لأول مرة في سوبر ماريو جالاكسي. لقد ظهر عدة مرات في سلسلة ماريو، مثل غالاكسي 2 وأوديسي، وكمتعقب للكنوز. لقد صنع العديد من النقش داخل سوبر سماش برذرز وظهر لأول مرة في ماريو كارت في ماريو كارت تور كمتسابق قابل للعب. إنه بطل الرواية الرئيسي في سلسلة المستويات في سوبر ماريو 3دي ورلد تسمى مغامرات كابتن تود وفي لعبة كابتن تود: تريجر تراكر.

## الأعداء

### كوبالين
ما عدا باوزر الابن، "الكوبالين" (コクッパ كو كوپا) إنهم الأطفال أخرى لباوزر. إنهم ظهرت للمرة الأولى في سوبر ماريو برذرز 3 وبعد في سوبر ماريو ورلد والألعاب الأخرى، مع نيوه سوبر ماريو برذرز وي. كل من الكوبالين هو أو هي الزعيم(ة) للعالم.

### ملك بو
ملك بو (キングテレサ كينك ترايسا) هو الأعداء الرئيسي في اللعبة لويجيز مانشن. وأيضا هو زعيم مستوى في سوبر ماريو 64 دي أس وسوبر برينسيس بيتش.